# 4 Tenoři
4 Tenoři jsou česko-slovenské vokální seskupení čtyř muzikálových sólistů založené v říjnu 2017 Janisem Sidovským. Stálými členy jsou: držitel ceny Thálie, tenor Marian Vojtko; zpěvák a herec, barytenor Pavel Vítek; dvojnásobný držitel ceny Thálie, barytenor Jan Kříž a operní tenor Michal Bragagnolo. Kvartet poprvé vystoupil na Proms Gala se skladbou „To je ta chvíle“ z muzikálu Jekyll a Hyde pod taktovkou dirigenta Marcella Roty za doprovodu Českého národního symfonického orchestru. Debutové eponymní album získalo Zlatou a Platinovou desku Supraphonu, druhé album Láska prý bylo oceněno Zlatou a Platinovou deskou Supraphonu. 23. května 2024 debutovali jako vůbec první muzikáloví umělci z České republiky v newyorské Carnegie Hall. V červnu 2025 se zpěváci stali kmotry čtyř hříbat koně Převalského narozených v chovné skupině na Dívčích hradech, která patří do chovu Zoo Praha.

## Vznik a první singl
Čtveřice muzikálových umělců vystoupila poprvé společně 10. října 2017 v pražském Fóru Karlín na koncertu Proms Gala. O rok později, už pod názvem 4 Tenoři, natočili na hradě Karlštejn v režii Václava Noida Bárty videoklip „Už z hor zní zvon“. Stejnojmenný singl vyšel digitálně na platformách Spotify, Google Play a Apple Music. Živě jej kvartet představil v přímém televizním přenosu benefice pro Kapku naděje 22. prosince 2018 na TV Prima. Z důvodu zahraničního angažmá Jana Kříže v přenosu jako hostující tenor vystoupil Bohuš Matuš. Vydavatelství Supraphon zařadilo v listopadu 2019 skladbu „Už z hor zní zvon“ ve verzi 4 Tenorů na výběr 24 Vánočních hitů.

## „Mně sílu dáš“
Skladba „Mně sílu dáš“ vyšla digitálně jako druhý singl 19. září 2019. Videoklip v režii Václava Noida Bárty byl natočen v Tunisku v lokalitách El Jem, Souse, Takrouna a na pobřeží Středozemního moře. Jde o coververzi písně „You Raise Me Up“ s českým textem Eduarda Krečmara. Hudební magazín Headliner v říjnu 2019 označil singl „Mně sílu dáš“ za singl měsíce.

## Debutové album
Debutové eponymní album 4 Tenoři vyšlo 18. září 2020 přes vydavatelství Supraphon v produkci Janise Sidovského. Kolekce obsahuje 12 skladeb včetně duetu „Krása“ s Lucií Bílou. Album bylo za půlmiliónový prodej 31. srpna 2021 oceněno Zlatou deskou. 21. října 2022 bylo album oceněno Platinovou deskou Supraphonu.

### Seznam skladeb
1. „To je ta chvíle“ („This Is the Moment“)
2. „Prý kdo s láskou usíná“ („Love Changes Everything“)
3. „Sen kovbojů“
4. „Krása“ („I Believe in You“)
5. „Piccola e fragile“
6. „Jednoho dne se vrátíš“ („Un jour tu reviendras“)
7. „Mně sílu dáš“ („You Raise Me Up“)
8. „Jdi za štěstím“
9. „Belle“
10. „Otče náš“ („Bring Him Home“)
11. „Už z hor zní zvon“ („Amazing Grace“)
12. „Dny zázraků a přání“ („O Holly Night“)

## Koncertní turné To je ta chvíle
První koncertní turné s podtitulem „muzikálové gala“ začalo 24. dubna 2019 v Městském divadle Mariánské Lázně. Doprovodnou skupinou bylo smyčcové těleso Unique Quartet. Kvůli pandemii covidu-19 byla část termínů přeložena. Turné uzavřel koncert 19. prosince 2021 v Lomnici nad Popelkou.
| Datum             | Místo                              | Hosté                                              | Divácký zájem        |
| ----------------- | ---------------------------------- | -------------------------------------------------- | -------------------- |
| 24. dubna 2019    | Městské divadlo Mariánské Lázně    | —                                                  | Vyprodáno            |
| 25. dubna 2019    | Aula University Arnošta z Pardubic | Bohuš Matuš                                        | Vyprodáno            |
| 4. červenec 2019  | Purkrabský dvůr hradu Karlštejn    | Monika Absolonová, Michaela Gemrotová, Bohuš Matuš | Vyprodáno            |
| 6. září 2019      | Kostel sv. Havla Rožďalovice       | Bohuš Matuš                                        | Vyprodáno            |
| 26. listopad 2019 | Moravská filharmonie Olomouc       | Bohuš Matuš                                        | Vyprodáno            |
| 28. listopad 2019 | Úpice                              | —                                                  | Vyprodáno            |
| 12. prosinec 2019 | Kadaň                              | —                                                  | Vyprodáno            |
| 19. prosinec 2019 | Ústí nad Orlicí                    | —                                                  | Vyprodáno            |
| 8. leden 2020     | Dvůr Králové                       | —                                                  | Vyprodáno            |
| 9. leden 2020     | Nová Paka                          | —                                                  | Vyprodáno            |
| 20. únor 2020     | Mladá Boleslav                     | —                                                  | Vyprodáno            |
| 5. březen 2020    | Jaroměř                            | —                                                  | Vyprodáno            |
| 10. březen 2020   | Brno                               | —                                                  | Přeloženo na 23.9.21 |
| 11. březen 2020   | Jihlava                            | —                                                  | Přeloženo na 16.9.20 |
| 16. března 2020   | České Budějovice                   | Natálie Grossová, Bohuš Matuš                      | Přeloženo na 24.9.20 |
| 5. května 2020    | Zašová                             | —                                                  | Přeloženo na 4.11.20 |
| 6. května 2020    | Zlín                               | —                                                  | Přeloženo na 28.9.21 |
| 12. května 2020   | Litomyšl                           | Natálie Grossová, Bohuš Matuš                      | Přeloženo na 1.10.20 |
| 2. července 2020  | Hrádek u Nechanic                  | Natálie Grossová                                   | Vyprodáno            |
| 11. července 2020 | Zámek Konopiště                    | —                                                  | Vyprodáno            |
| 14. července 2020 | Valtice                            | —                                                  | Vyprodáno            |
| 20. srpna 2020    | Třeboň                             | —                                                  | Vyprodáno            |

## AlbumLáska prý
Druhé album s názvem Láska prý vydal Supraphon 21. října 2022. Repertoár tvoří opět slavné skladby světové i domácí muzikálové a filmové hudby. Vybrány byly písničky od Ennia Morriconeho, Beatles, Elvise Presleyho nebo Leonarda Bernsteina z muzikálu West Side Story. Pozornost vzbudila objevená a nikdy zatím nenazpívaná skladba Karla Svobody „Pýcha předchází pád“, kterou pro 4 Tenory otextoval Michael Prostějovský. Jako speciální host 4 Tenorů účinkuje v písni „Přísahám, že jsem to já“ Helena Vondráčková. Album získalo 10. března 2023 Zlatou desku Supraphonu, Platinovou desku 4 Tenoři převzali 15. prosince 2023 na Vánočním koncertu v pražské Lucerně.

### Seznam skladeb
1. „Měl jsem rad a mám“ („Soleado“)
2. „Pýcha předchází pád“
3. „Láska prý“ ("Perhaps Love")
4. „Krev toulavá"
5. „Maria“
6. „Žádám víc („Can't Help Falling In Love“)
7. „Píšu vám“ („Yesterday“)
8. „Přísahám, že jsem to já“ ("The Prayer") – duet s Helenou Vondráčkovou
9. „Nella Fantasia“
10. „Já už vím“ („I Believe“)
11. „Vzlétnu jak Fénix" ("Rise Like A Phoenix“)
12. „Žít podle svého“ ("My Way“)

## Debut v Carnegie Hall
4 Tenoři debutovali v sále Zankel newyorské Carnegie Hall s programem From Broadway To Hollywood 23. května 2024. Koncert v produkci Janise Sidovského podle newyorské kritiky zaplnil Carnegie Hall „nebeskou harmonií“. Koncert sklidil ovace ve stoje. Během 90minutového večera zazněly skladby A. Lloyd Webbera, Stephena Sondheima, Leonarda Bernsteina a také českých skladatelů Karla Svobody a Bedřicha Smetany. 

## Repertoár
Koncertní program 4 Tenorů tvoří muzikálové árie, hity Karla Svobody a světové evergreeny. Žánrové zařazení je crossover. Jednotlivé skladby zpěváci zpívají společně, v duetech nebo sólově.
Skladby turné To je ta chvíle – muzikálové gala:
- „To je ta chvíle“ (z muzikálu Jekyll a Hyde)
- „Krev toulavá“ (ze seriálu Cirkus Humberto)
- „Sen kovbojů“ (ze seriálu Zdivočelá země)
- „Život je bílý dům“ / „Kdyby sis oči vyplakala“ (z muzikálu Starci na chmelu)
- „Do věží“ (z muzikálu Noc na Karlštejně)
- „Stín katedrál“
- „Nessun dorma“
- „Maria“ (z muzikálu West Side Story)
- „Mně sílu dáš“ („You Raise Me Up“)
- „Už z hor zní zvon“ („Amazing Grace“)
- „Otče náš“ (z muzikálu Bídníci)
- „Mackie Messer“ (z divadelní hry Krejcarová opera)
- „Nespravedlivý Bůh“ (z muzikálu Dracula)
- „Jdi za štěstím“ (z filmu Jak se budí princezny)
- „Jednoho dne se vrátíš“
- "Vltava" - vydáno na singlu k Roku české hudby

## Speciální vystoupení
- Proms Gala – 10. října 2017, Forum Karlín, s Českým národním symfonickým orchestrem, skladba „To je ta chvíle“
- Galavečer Kapky naděje – 22. prosince 2018, Divadlo na Vinohradech, skladba „Už z hor zní zvon“, přímý přenos TV Prima
- Dlouhá noc – 21. června 2019, Hudební divadlo Karlín, Koncert Heleny Vondráčkové, skladby: „To je ta chvíle“, „Lady Carneval“ a „Somewhere“ (s H. Vondráčkovou)
- Zlatá šedesátá[25] – 13. listopadu 2019, Obecní dům Praha, s Českým národním symfonickým orchestrem, záznam stanice ČT art
- Největší flám s Jiřinou – 31. prosince 2021, Česká televize, silvestrovská show k životnímu jubileu Jiřiny Bohdalové,[26][27] sledovanost 1,6 milionu diváků[28]
- Děkovný koncert pro Lidice – 11. června 2022, slavnostní koncert na nádvoří muzea Památníku Lidice u příležitosti 80. výročí lidické tragédie za doprovodu Ústřední hudby Armády České republiky[29]
- Pocta Karlu Gottovi – 19. a 20. června 2022, O2 arena, záznam stanice ČT1, skladby „Láska bláznivá“ a „Hej, hej, baby“
- Mám svůj den – 30. září 2022, narozeninová show Pavla Vítka, velký sál Lucerna Praha, skladba „Měl jsem rád a mám“, záznam stanice ČT1
- Společně proti nenávisti – 26. října 2022, shromáždění k uctění památky obětí zločinu z nenávisti v Bratislavě, skladba „Mně sílu dáš“, Praha – Václavské náměstí[30]
- 68. Music festival Piešťany – koncert v rámci druhého nejstaršího hudebního festivalu na Slovensku, 20. června 2023
- Talichův Beroun – koncert v rámci 41. ročníku Mezinárodního hudebních festivalu, 29. června 2023
- Klášterecké hudební prameny – koncert v rámci 19. ročníku hudebního festivalu Jaroslava Svěceného, 3. července 2023[31]
- Královny popu na Karlštejně – duet s Helenou Vondráčkovou v rámci tv natáčení ČT1 na nádvoří hradu Karlštejn, 12. července 2023
- Marian 50 – narozeninový koncert Mariana Vojtka v O2 Universum, skladby „Jdi za štěstím“ a „Mně sílu dáš“, 3. října 2023[32]
- Český mejdan s Impulsem – hudební show v O2 aréně, 30 minutový blok písní Karla Svobody, 21. října 2023[33]
- Meky Naveky – vzpomínkový koncert na Mira Žbirku, skladba „Jesenná láska“, Lucerna Music Bar, 21. října 2023
- Václav Neckář 80 – narozeninový koncert k jubileu Václava Neckáře, skladba „Píšu vám“ (Yesterday), Divadlo Hybernia, 22. října 2023
- Symphony Gala - Novoroční koncert Filharmonie Bohuslava Martinů Zlín, dirigent Jiří Štrunc, Kongresové centrum Zlín, 10. ledna 2024[34]